# Julio Llorente
Julio Llorente Gento (Valladolid, 14 giugno 1966) è un ex calciatore spagnolo, di ruolo difensore.
Anche suo fratello Paco Llorente e suo zio Francisco Gento sono stati calciatori.

## Carriera
Ha giocato nella massima serie spagnola con le maglie di Maiorca, Real Madrid e Tenerife.

## Palmarès
- Campionato spagnolo: 2

Real Madrid: 1988-1989, 1989-1990
- Coppa di Spagna: 1

Real Madrid: 1988-1989